# Hans Stilett
Hans Stilett (Pseudonym für Hans Adolf Stiehl; * 20. April 1922 in Witzenhausen; † 18. Januar 2015 in Bonn) war ein deutscher Schriftsteller und Übersetzer.

## Leben
Hans Stilett legte 1941 die Reifeprüfung in Zeulenroda ab. Von 1953 bis 1983 war er als leitender Redakteur im Bundespresseamt in Bonn tätig. Nach seiner Pensionierung begann er ein Studium der Komparatistik, Germanistik und Philosophie an der Universität Bonn, das er 1989 mit der Promotion zum Doktor der Philosophie abschloss; Thema seiner Doktorarbeit war das Reisetagebuch Michel de Montaignes. Nachdem Stilett bereits seit den 1950er Jahren Gedichte veröffentlicht hatte, publizierte er in den 1970er und 1980er Jahren eine Reihe von Lyrikbänden. Besonderes Aufsehen erregte seine 1998 erschienene komplette Neuübersetzung von Montaignes Essais. Hans Stilett lebte zuletzt in Bonn.
Hans Stilett war Mitglied im Verband deutscher Schriftsteller, im Verband deutschsprachiger Übersetzer literarischer und wissenschaftlicher Werke, der Pariser „Société Internationale des Amis de Montaigne“ und der „Montaigne Studies Association“ an der Universität von Chicago. 2003 erhielt er für sein übersetzerisches Werk den Lausanner Prix lémanique de la traduction.
Sein umfangreicher Nachlass liegt im Heinrich-Heine-Institut in Düsseldorf.

## Werke
- Dunkelgrüne Poeme. Bläschke, Darmstadt 1974, ISBN 3-87561-276-0
- Signalrote Poeme. Bläschke, Darmstadt 1975
- Hellgrüne Poeme. Bläschke, Darmstadt 1976
- Grenzüberschreitender Verkehr. GHM-Verlag Edition Parnaß, Bonn 1982
- Die Botschaft der Fassaden. Gedichte vom Gesicht. Kaufmann, Bonn 1983, ISBN 3-920577-20-5
- Nachtblaue Poeme. GHM, Bonn 1983, ISBN 3-88586-029-5
- Wiedergänger aus dem grünen Herzen. Kaufmann, Bonn 1983, ISBN 3-920577-21-3
- mit Edeltraud Stiehl: Das Zwischenweltenkind. (= Die kleine Graphikum-Reihe, 11) Kaufmann, Bonn 1983, ISBN 3-920577-24-8
- Länderbilder. Imagologische Fallstudie zu Montaigne. Dissertation, Universität Bonn. CMZ, Merzbach 1990, ISBN 3-922584-86-1
- Von der Lust, auf dieser Erde zu leben. Eichborn, Frankfurt am Main 2008, ISBN 978-3-8218-5842-5
- Eulenrod. Biographisches Mosaik. Antje Kunstmann, München 2013, ISBN 978-3-88897-862-3

## Übersetzungen
Michel de Montaigne
- Essais. Frankfurt 1998

Gesamtausgabe der Essais

- Justitias Macht und Ohnmacht. Frankfurt 2000
- Montaigne für Lehrer. Frankfurt 2004
- Montaigne für Mediziner und ihre Opfer. Frankfurt 1999
- Tagebuch der Reise nach Italien über die Schweiz und Deutschland von 1580 bis 1581. Frankfurt 2002
- Von der Kunst, das Leben zu lieben. Frankfurt 2005